# Jonny Goertz
Oscar Heinrich Johann „Jonny“ Goertz (* 9. Oktober 1908 in Köln; † nach 1988) war ein deutscher Schauspieler bei Bühne und Fernsehen.

## Leben und Wirken
Goertz gab nach seiner Schauspielausbildung sein Theaterdebüt in Essen. Es folgten Bühnenstationen in Koblenz, Schleswig, Hamburg, Berlin (wo er als Regieassistent Lothar Müthels wirkte) sowie Esslingen und Stuttgart. Goertz trat 1955 erstmals vor der Kamera. Vor allem in den 1960er Jahren sah man den Vater eines Sohnes und einer Tochter in zahlreichen Fernsehspielen. Dort spielte er jede Art von Nebenrollen: einen Hausmeister wie einen Tierpfleger, einen Portier wie einen Polizisten, einen Boten wie einen alten Pfleger.

## Filmografie
- 1955: Unruhige Nacht
- 1960: Der Hauptmann von Köpenick
- 1961: Sansibar
- 1963: Detective Story
- 1965: Mein Sohn, der Herr Minister
- 1965: Zeitsperre
- 1966: Der Mann aus Brooklyn
- 1966: Zehn Prozent
- 1967: Aktien und Lorbeer
- 1967: Crumbles letzte Chance
- 1968: Bel Ami
- 1968: Sich selbst der Nächste
- 1969: Sind wird’s nicht alle?
- 1969: Diebelei
- 1972: Ein Chirurg erinnert sich (Fernsehserie)